# Callipia admirabilis
Callipia admirabilis là một loài bướm đêm trong họ Geometridae.